# أحمد موسى جودة
أحمد موسى جودة (من مواليد 20 مايو 1957) هو عداء سوداني متقاعد لمسافات طويلة ومتخصص في 10000 متر .
فاز بالميدالية البرونزية في بطولة أفريقيا 1982، وتنافس في بطولة العالم 1983 دون الوصول إلى النهائي. في دورة الألعاب الأولمبية لعام 1984، أنهى المركز العاشر في أفضل وقت مهني قدره 28: 20.26 دقيقة.
كان أفضل وقت شخصي له على مسافة 5000 متر هو 13: 34.13 دقيقة، حققه في يوليو 1985 في نيس.

## الإنجازات
| العام       | المسابقة                   | المكان      | المركز      | حدث         | ملاحظة      |
| مثّل السودان | مثّل السودان                | مثّل السودان | مثّل السودان | مثّل السودان | مثّل السودان |
| ----------- | -------------------------- | ----------- | ----------- | ----------- | ----------- |
| 1982        | بطولة أفريقيا لألعاب القوى | القاهرة     | 3rd         | 10,000 m    | 29:37.00    |

## وصلات خارجية
- أحمد موسى جودة على موقع الاتحاد الدولي لألعاب القوى (الإنجليزية)
- أحمد موسى جودة على موقع أوليمبيديا (الإنجليزية)
- نبذة عن أحمد موسى جودة  على موقع الاتحاد الدولي لألعاب القوى